# Leichtathletik-Weltmeisterschaften 2009/200 m der Männer

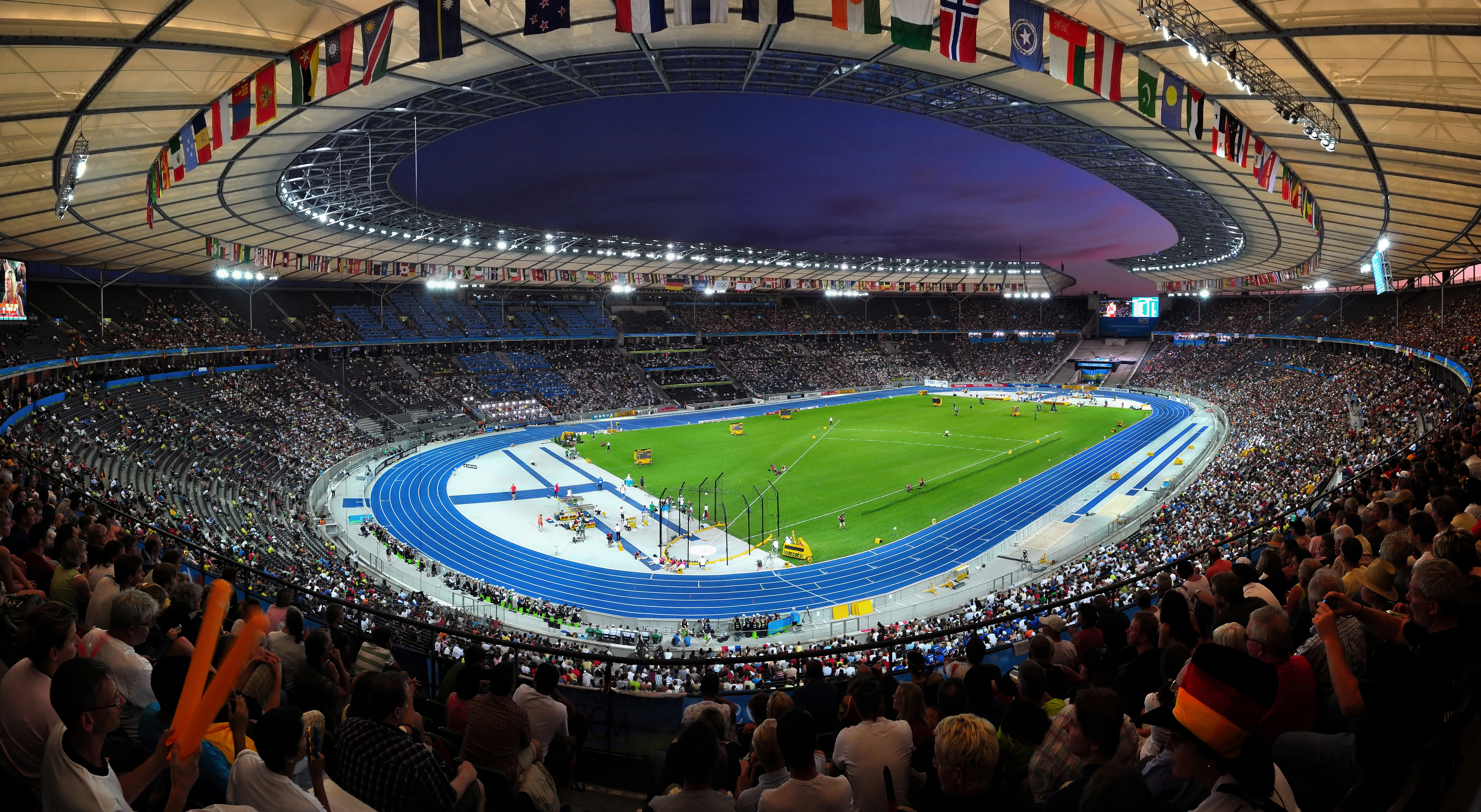
Das Berliner Olympiastadion während der Leichtathletik-Weltmeisterschaften

Der 200-Meter-Lauf der Männer bei den Leichtathletik-Weltmeisterschaften 2009 wurde vom 18. bis 20. August 2009 im Olympiastadion der deutschen Hauptstadt Berlin ausgetragen.
Weltmeister wurde der aktuelle Olympiasieger über 100 und 200 Meter, Vizeweltmeister von 2007 über 200 Meter und 4 × 100 Meter Usain Bolt, der im Finale wie schon über 100 Meter Weltrekord lief – hier mit 19,19 s. Nach seinen Siegen auf den beiden Sprintstrecken gewann er hier in Berlin mit seiner Sprintstaffel noch eine dritte Goldmedaille.

Auf den zweiten Platz kam Alonso Edward aus Panama, der im Finale einen neuen Südamerikarekord aufstellte. Er war zwei Monate zuvor Südamerikameister über 100 und 200 Meter geworden.

Bronze ging an den US-amerikanischen Vizeweltmeister von 2005 und WM-Dritten von 2007 Wallace Spearmon, der 2007 außerdem Weltmeister mit der Sprintstaffel seines Landes war.

## Rekorde

### Bestehende Rekorde
| Weltrekord               | 19,30 s | Usain Bolt | OS 2008 in Peking, Volksrepublik China | 20. August 2008 |
| Weltmeisterschaftsrekord | 19,76 s | Tyson Gay  | WM 2007 in Osaka, Japan                | 30. August 2007 |

### Rekordverbesserung
Der jamaikanische Weltmeister Usain Bolt verbesserte den bestehenden WM-Rekord im Finale am 20. August bei einem Gegenwind von 0,3 m/s um 57 Hundertstelsekunden auf 19,19 s und stellte damit gleichzeitig einen neuen Weltrekord auf.
Außerdem gab es einen Kontinentalrekord:
- 19,81 s (Südamerikarekord) – Alonso Edward (Panama), Finale am 20. August bei einem Gegenwind von 0,3 m/s

## Vorrunde
Die Vorrunde wurde in neun Läufen durchgeführt. Die ersten drei Athleten pro Lauf – hellblau unterlegt – sowie die darüber hinaus fünf zeitschnellsten Läufer – hellgrün unterlegt – qualifizierten sich für das Viertelfinale.

### Vorlauf 1

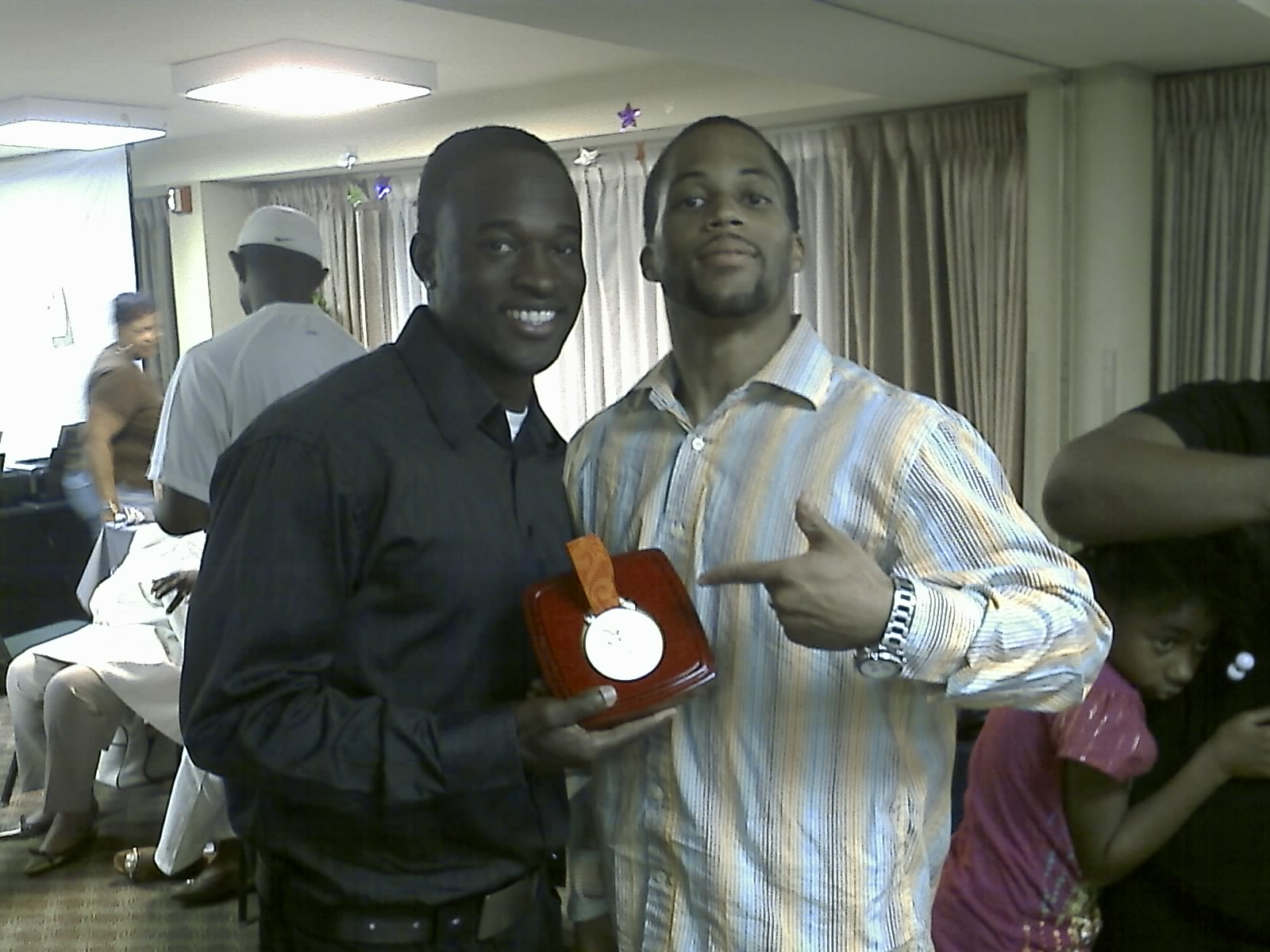
Aaron Armstrong (links, mit seiner olympischen Staffelsilbermedaille von 2008) – ausgeschieden mit 21,38 s

18. August 2009, 10:05 Uhr
Wind: −1,5 m/s
| Platz | Name                | Nation              | Zeit (s) |
| ----- | ------------------- | ------------------- | -------- |
| 1     | Shawn Crawford      | USA                 | 20,60    |
| 2     | Roman Smirnow       | Russland            | 20,85    |
| 3     | Brian Dzingai       | Simbabwe            | 20,97    |
| 4     | Adam Harris         | Guyana              | 21,28    |
| 5     | Aaron Armstrong     | Trinidad und Tobago | 21,38    |
| 6     | Khalil al-Hanahneh  | Jordanien           | 21,98    |
| DNS   | Jaysuma Saidy Ndure | Norwegen            |          |
| DNS   | Dwain Chambers      | Großbritannien      |          |

### Vorlauf 2
18. August 2009, 10:11 Uhr
Wind: −1,6 m/s
| Platz | Name                      | Nation                       | Zeit (s) |
| ----- | ------------------------- | ---------------------------- | -------- |
| 1     | Brendan Christian         | Antigua und Barbuda          | 20,81    |
| 2     | Aleixo-Platini Menga      | Deutschland                  | 20,84    |
| 3     | Charles Clark             | USA                          | 20,87    |
| 4     | Ben Youssef Meïté         | Elfenbeinküste               | 20,93    |
| 5     | Omar Jouma al-Salfa       | Vereinigte Arabische Emirate | 20,94    |
| 6     | Niko Verekauta            | Fidschi                      | 21,43    |
| 7     | Amr Ibrahim Mostafa Seoud | Ägypten                      | 21,44    |
| DNF   | Desislaw Gunew            | Bulgarien                    |          |

### Vorlauf 3
18. August 2009, 10:17 Uhr
Wind: +0,1 m/s
| Platz | Name                   | Nation     | Zeit (s) |
| ----- | ---------------------- | ---------- | -------- |
| 1     | Steve Mullings         | Jamaika    | 20,62    |
| 2     | Paul Hession           | Irland     | 20,66    |
| 3     | Kenji Fujimitsu        | Japan      | 20,69    |
| 4     | David Alerte           | Frankreich | 20,72    |
| 5     | Khalid Idrissi Zougari | Marokko    | 21,24    |
| 6     | Franklin Nazareno      | Ecuador    | 21,84    |
| DNS   | Gerald Phiri           | Sambia     |          |

### Vorlauf 4

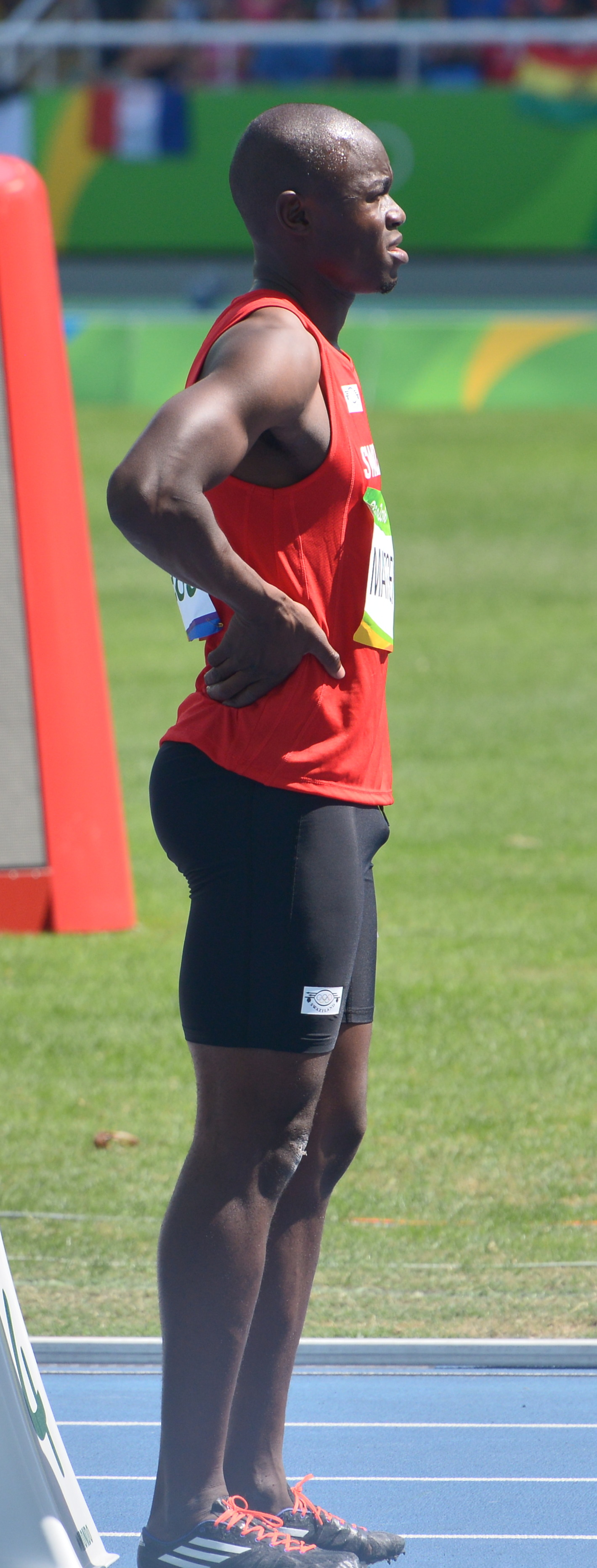
Sibusiso Matsenjwa – ausgeschieden als Siebter in 21,93 s

18. August 2009, 10:23 Uhr
Wind: +0,2 m/s
| Platz | Name               | Nation         | Zeit (s) |
| ----- | ------------------ | -------------- | -------- |
| 1     | Marlon Devonish    | Großbritannien | 20,92    |
| 2     | Ramil Guliyev      | Aserbaidschan  | 21,12    |
| 3     | Marek Niit         | Estland        | 21,21    |
| 4     | Nathaniel McKinney | Bahamas        | 21,26    |
| 5     | Joel Redhead       | Grenada        | 21,37    |
| 6     | Ronalds Arājs      | Lettland       | 21,38    |
| 7     | Sibusiso Matsenjwa | Swasiland      | 21,93    |
| 8     | Andrew Hinds       | Barbados       | 22,60    |

### Vorlauf 5

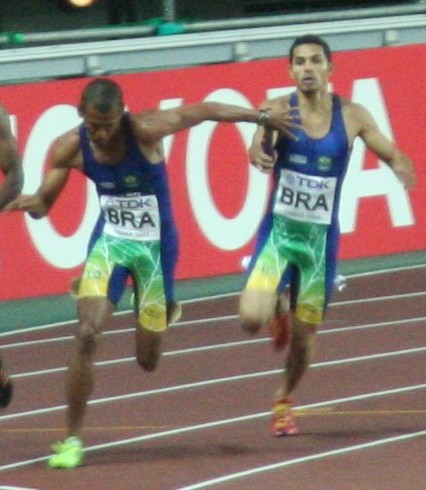
Sandro Viana (links) – ausgeschieden auf Rang vier in 21,18 s

18. August 2009, 10:29 Uhr
Wind: −0,2 m/s
| Platz | Name            | Nation              | Zeit (s) |
| ----- | --------------- | ------------------- | -------- |
| 1     | Usain Bolt      | Jamaika             | 20,70    |
| 2     | Rondel Sorrillo | Trinidad und Tobago | 20,74    |
| 3     | Sam Effah       | Kanada              | 20,80    |
| 4     | Sandro Viana    | Brasilien           | 21,18    |
| 5     | Eddy De Lépine  | Frankreich          | 21,23    |
| 6     | Hitoshi Saitō   | Japan               | 21,38    |
| DNS   | Obinna Metu     | Nigeria             |          |

### Vorlauf 6

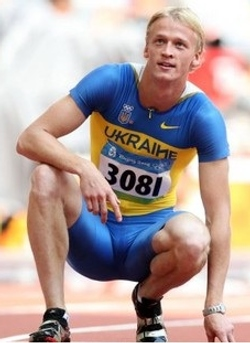
Ihor Bodrow – ausgeschieden als Vierter in 21,00 s
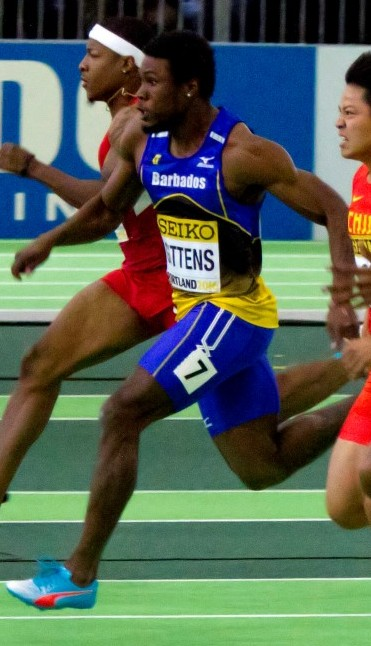
Ramon Gittens – ausgeschieden als Sechster in 21,33 s

18. August 2009, 10:35 Uhr
Wind: +0,2 m/s
| Platz | Name                   | Nation              | Zeit (s) |
| ----- | ---------------------- | ------------------- | -------- |
| 1     | Alonso Edward          | Panama              | 20,71    |
| 2     | Marc Schneeberger      | Schweiz             | 20,76    |
| 3     | Emmanuel Callender     | Trinidad und Tobago | 20,81    |
| 4     | Ihor Bodrow            | Ukraine             | 21,00    |
| 5     | Hamed Hamadan al-Bishi | Saudi-Arabien       | 21,00    |
| 6     | Ramon Gittens          | Barbados            | 21,33    |
| 7     | Wjatscheslaw Murawjow  | Kasachstan          | 21,48    |

### Vorlauf 7

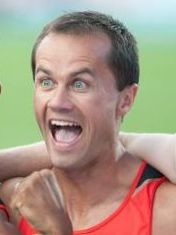
Alexander Kosenkow – ausgeschieden auf Rang fünf in 20,99 s
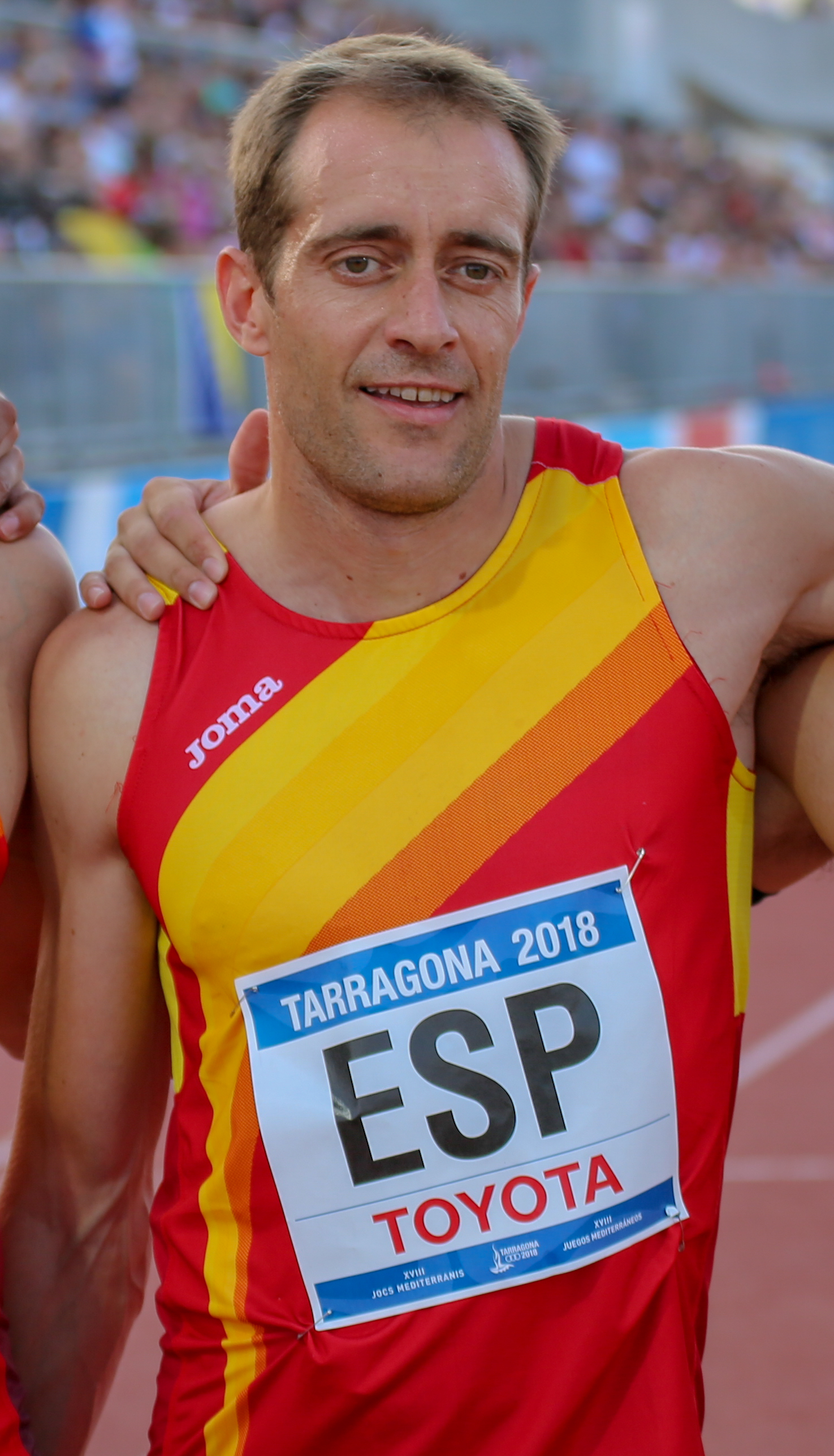
Ángel David Rodríguez – ausgeschieden auf Rang sechs in 21,37 s

18. August 2009, 10:41 Uhr
Wind: −0,6 m/s
| Platz | Name                  | Nation              | Zeit (s) |
| ----- | --------------------- | ------------------- | -------- |
| 1     | Martial Mbandjock     | Frankreich          | 20,65    |
| 2     | Marco Cribari         | Schweiz             | 20,80    |
| 3     | Rolando Palacios      | Honduras            | 20,83    |
| 4     | Kim Collins           | St. Kitts und Nevis | 20,83    |
| 5     | Alexander Kosenkow    | Deutschland         | 20,99    |
| 6     | Ángel David Rodríguez | Spanien             | 21,37    |
| DNS   | Tyson Gay             | USA                 |          |

### Vorlauf 8

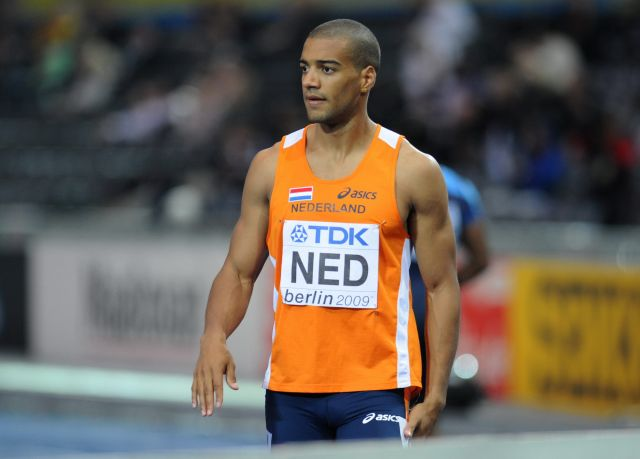
Patrick van Luijk – ausgeschieden als Vierter in 21,05 s
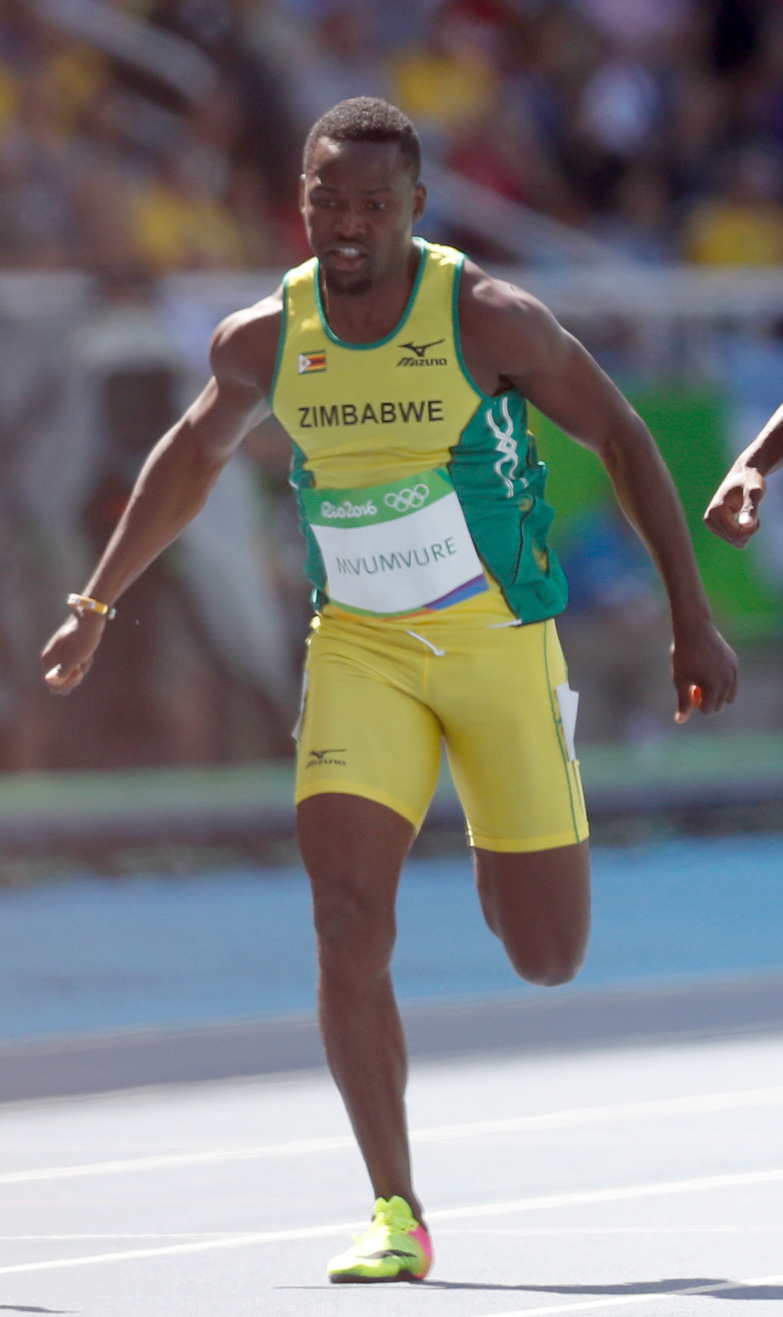
Gabriel Mvumvure – ausgeschieden als Siebter in 22,67 s

18. August 2009, 10:47 Uhr
Wind: −0,9 m/s
| Platz | Name              | Nation      | Zeit (s) |
| ----- | ----------------- | ----------- | -------- |
| 1     | Jared Connaughton | Kanada      | 20,82    |
| 2     | Shinji Takahira   | Japan       | 20,86    |
| 3     | Stéphan Buckland  | Mauritius   | 21,00    |
| 4     | Patrick van Luijk | Niederlande | 21,05    |
| 5     | Fanuel Kenosi     | Botswana    | 21,75    |
| 6     | Nikolai Portelli  | Malta       | 22,11    |
| 7     | Gabriel Mvumvure  | Simbabwe    | 22,67    |
| DNS   | Arnaldo Abrantes  | Portugal    |          |

### Vorlauf 9
18. August 2009, 10:53 Uhr
Wind: −0,7 m/s
| Platz | Name             | Nation                   | Zeit (s) |
| ----- | ---------------- | ------------------------ | -------- |
| 1     | Robert Hering    | Deutschland              | 20,64    |
| 2     | Wallace Spearmon | USA                      | 20,66    |
| 3     | Gavin Smellie    | Kanada                   | 20,71    |
| 4     | Thuso Mpuang     | Südafrika                | 20,91    |
| 5     | Ramone McKenzie  | Jamaika                  | 20,97    |
| 6     | Seth Amoo        | Ghana                    | 21,04    |
| DNS   | Churandy Martina | Niederländische Antillen |          |

## Viertelfinale
Aus den vier Viertelfinalläufen qualifizierten sich die jeweils ersten drei Athleten – hellblau unterlegt – sowie die darüber hinaus vier zeitschnellsten Läufer – hellgrün unterlegt – für das Halbfinale.

### Viertelfinallauf 1

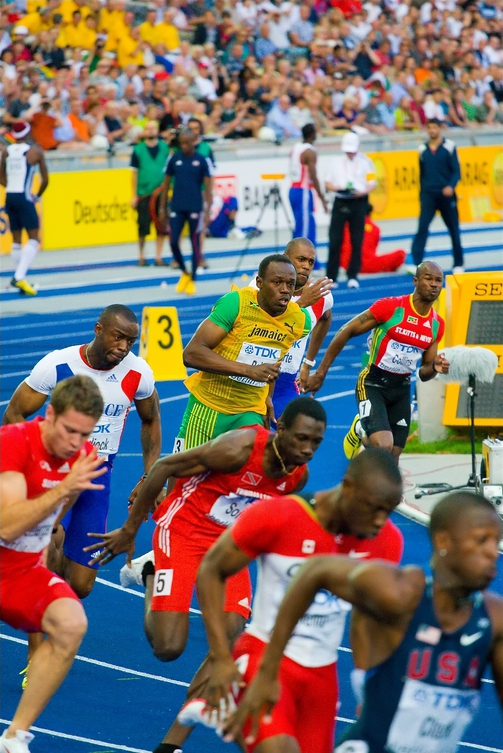
Die Läufer des ersten Viertelfinales ausgangs der Zielkurve

18. August 2009, 18:55 Uhr
Wind: ±0,0 m/s
| Platz | Name              | Nation              | Zeit (s) |
| ----- | ----------------- | ------------------- | -------- |
| 1     | Usain Bolt        | Jamaika             | 20,41    |
| 2     | David Alerte      | Frankreich          | 20,51    |
| 3     | Martial Mbandjock | Frankreich          | 20,55    |
| 4     | Charles Clark     | USA                 | 20,55    |
| 5     | Rondel Sorrillo   | Trinidad und Tobago | 20,58    |
| 6     | Kim Collins       | St. Kitts und Nevis | 20,84    |
| 7     | Marc Schneeberger | Schweiz             | 20,91    |
| 8     | Gavin Smellie     | Kanada              | 21,27    |

Im ersten Viertelfinale ausgeschiedene Sprinter:

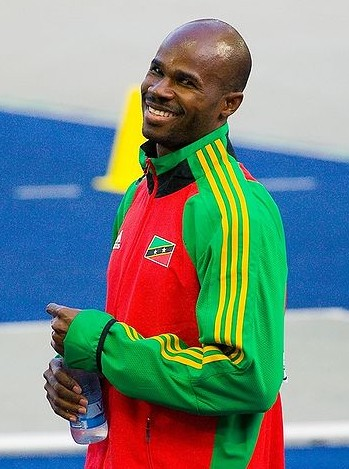
Kim Collins, 2003 Weltmeister über 100 Meter – Sechster in 20,84 s
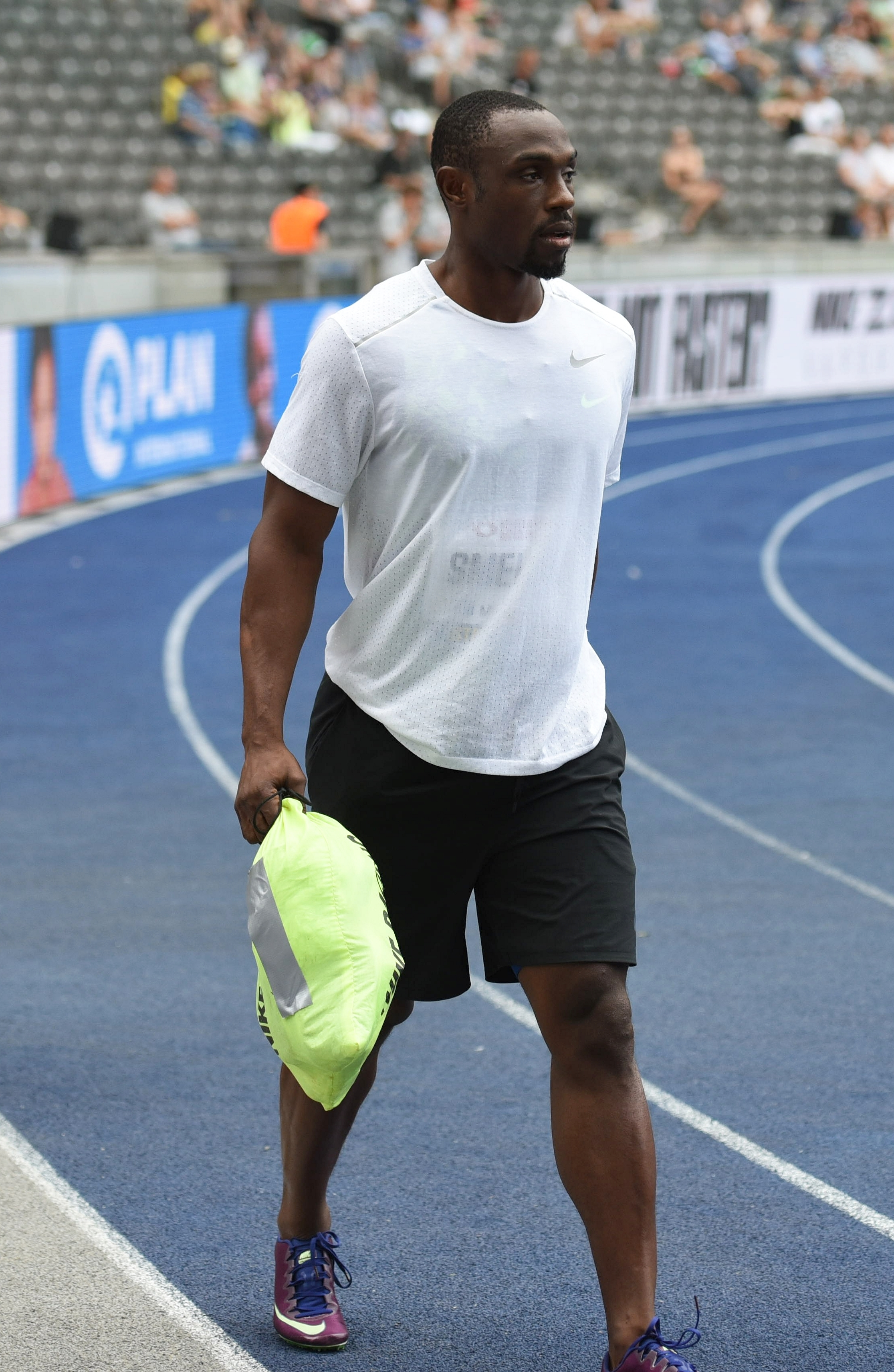
Gavin Smellie – Achter in 21,27 s

### Viertelfinallauf 2
18. August 2009, 19:02 Uhr
Wind: −0,2 m/s
| Platz | Name                | Nation                       | Zeit (s)                         |
| ----- | ------------------- | ---------------------------- | -------------------------------- |
| 1     | Shawn Crawford      | USA                          | 20,37                            |
| 2     | Marlon Devonish     | Großbritannien               | 20,66                            |
| 3     | Rolando Palacios    | Honduras                     | 20,69                            |
| 4     | Shinji Takahira     | Japan                        | 20,69                            |
| 5     | Roman Smirnow       | Russland                     | 20,72                            |
| 6     | Omar Jouma al-Salfa | Vereinigte Arabische Emirate | 20,97                            |
| DNF   | Brian Dzingai       | Simbabwe                     |                                  |
| DSQ   | Jared Connaughton   | Kanada                       | IAAF Rule 163.3 – Bahnübertreten |

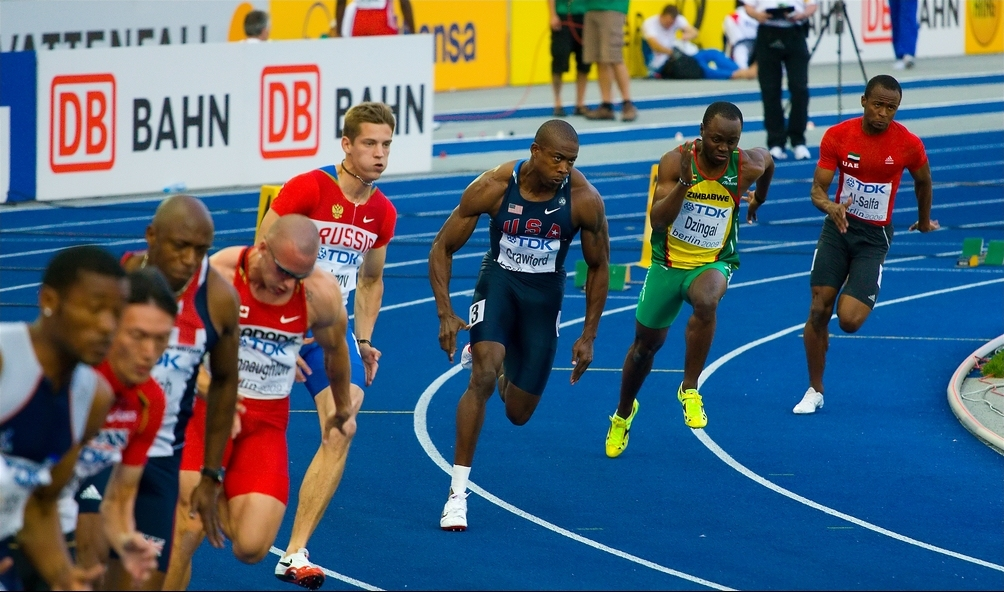
Die Läufer des zweiten Viertelfinales ausgangs der Zielkurve

Im zweiten Viertelfinale ausgeschiedene Sprinter:

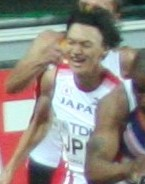
Shinji Takahira Rang vier in 20,69 s
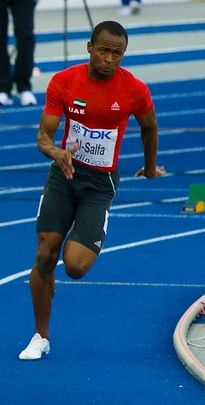
Omar Jouma al-Salfa Rang sechs in 20,97 s
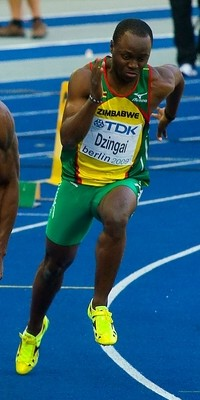
Brian Dzingai nicht im Ziel
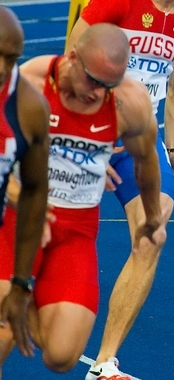
Jared Connaughton disqualifiziert wegen Bahnübertretung

### Viertelfinallauf 3
18. August 2009, 19:09 Uhr
Wind: −0,3 m/s
| Platz | Name                 | Nation              | Zeit (s) |
| ----- | -------------------- | ------------------- | -------- |
| 1     | Steve Mullings       | Jamaika             | 20,23    |
| 2     | Ramil Guliyev        | Aserbaidschan       | 20,40    |
| 3     | Paul Hession         | Irland              | 20,48    |
| 4     | Brendan Christian    | Antigua und Barbuda | 20,58    |
| 5     | Emmanuel Callender   | Trinidad und Tobago | 20,62    |
| 6     | Aleixo-Platini Menga | Deutschland         | 20,68    |
| 7     | Ben Youssef Meïté    | Elfenbeinküste      | 20,78    |
| 8     | Stéphan Buckland     | Mauritius           | 21,33    |

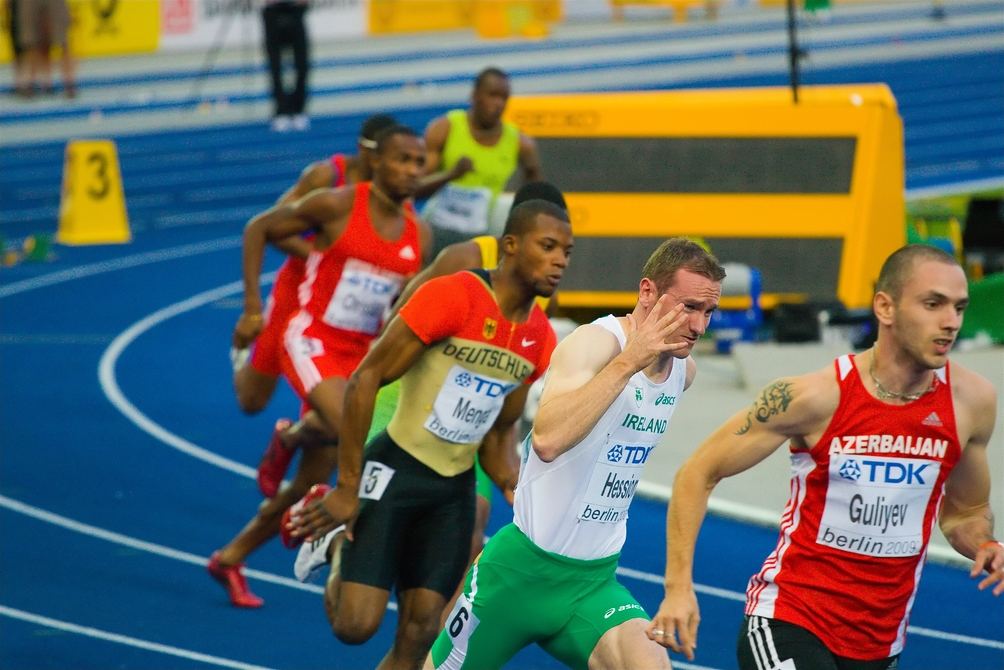
Die Läufer des dritten Viertelfinales ausgangs der Zielkurve

Im dritten Viertelfinale ausgeschiedene Sprinter:

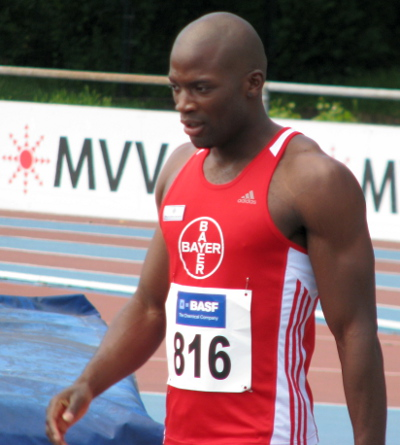
Aleixo-Platini Menga Rang sechs in 20,68 s
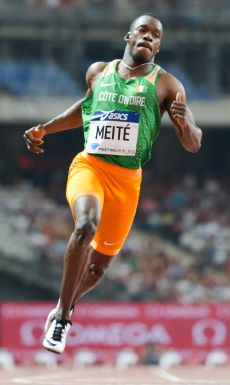
Ben Youssef Meïté Rang sieben in 20,79 s

### Viertelfinallauf 4
18. August 2009, 19:16 Uhr
Wind: −0,6 m/s
| Platz | Name             | Nation      | Zeit (s) |
| ----- | ---------------- | ----------- | -------- |
| 1     | Alonso Edward    | Panama      | 20,33    |
| 2     | Wallace Spearmon | USA         | 20,44    |
| 3     | Robert Hering    | Deutschland | 20,58    |
| 4     | Marco Cribari    | Schweiz     | 20,81    |
| 5     | Thuso Mpuang     | Südafrika   | 20,87    |
| 6     | Kenji Fujimitsu  | Japan       | 20,97    |
| 7     | Sam Effah        | Kanada      | 20,97    |
| DNS   | Marek Niit       | Estland     |          |

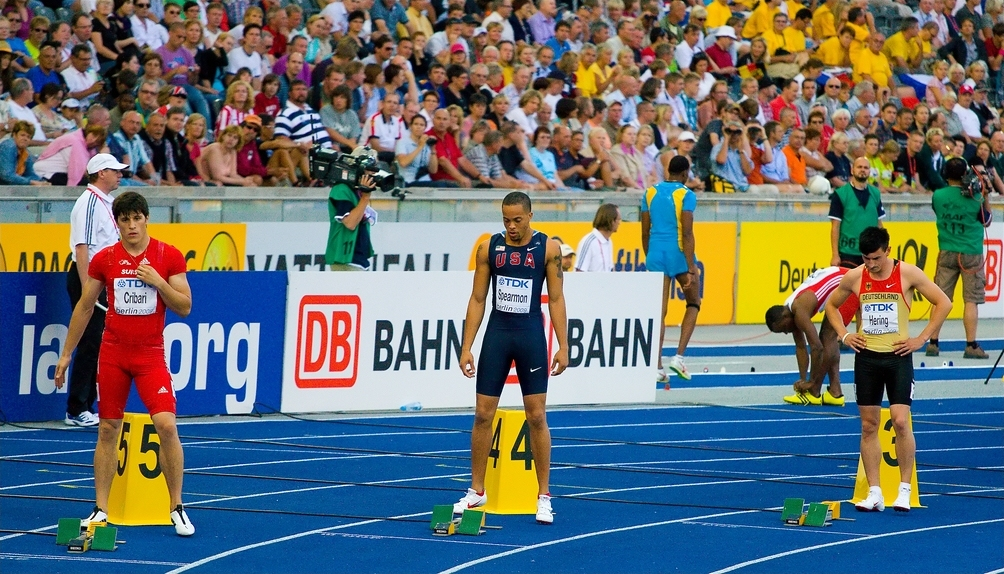
Am Start zum letzten Viertelfinale (v. l. n. r.): Marco Cribari, Wallace Spearmon, Robert Hering

Im vierten Viertelfinale ausgeschiedene Sprinter:

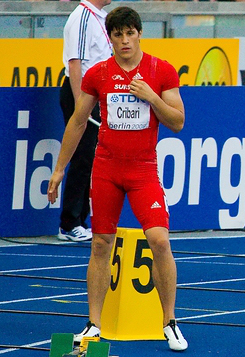
Marco Cribari Rang vier in 20,81 s

## Halbfinale
Aus den beiden Halbfinalläufen qualifizierten sich die jeweils ersten vier Athleten – hellblau unterlegt – für das Finale.

### Halbfinallauf 1

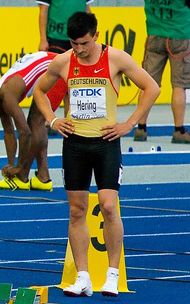
Robert Hering – ausgeschieden als Fünfter in 20,52 s
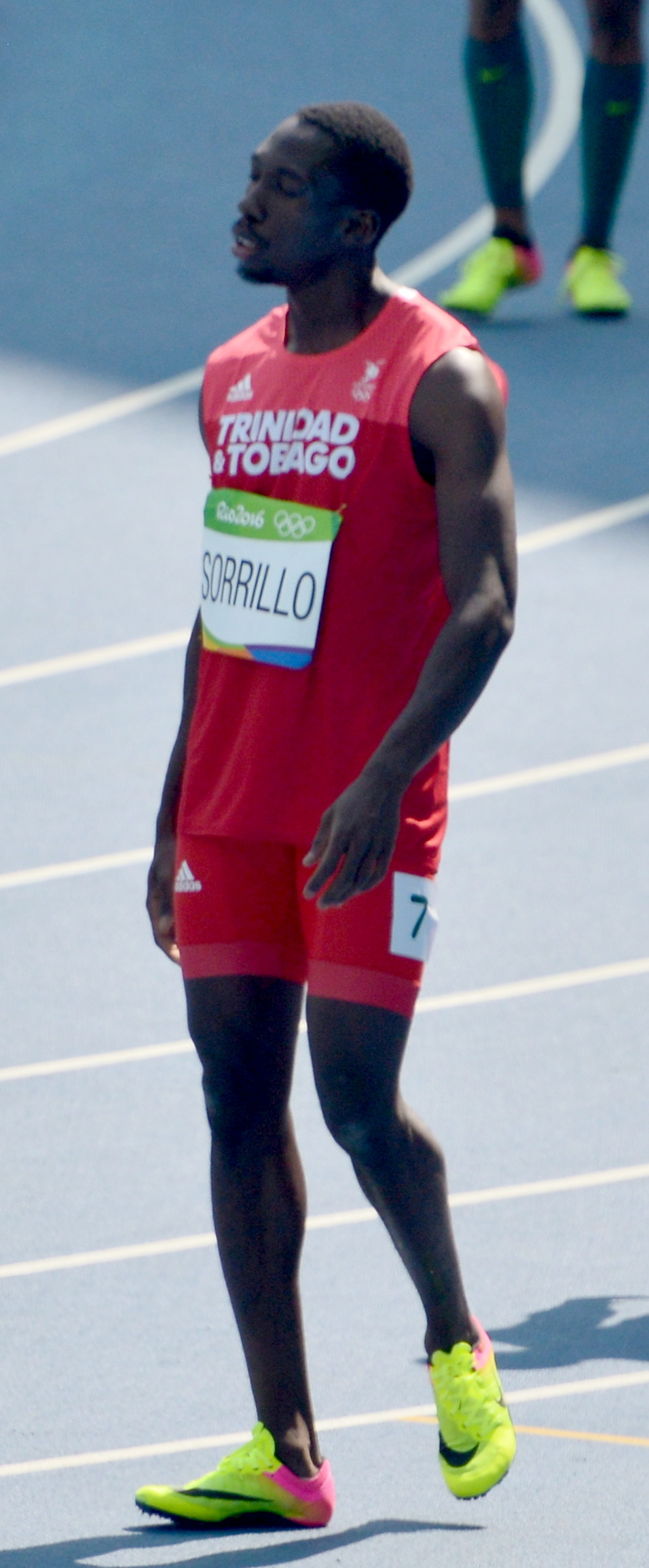
Rondel Sorrillo – ausgeschieden als Sechster in 20,63 s

19. August 2009, 19:25 Uhr
Wind: ±0,0 m/s
| Platz | Name              | Nation              | Zeit (s) |
| ----- | ----------------- | ------------------- | -------- |
| 1     | Usain Bolt        | Jamaika             | 20,08    |
| 2     | Alonso Edward     | Panama              | 20,22    |
| 3     | Shawn Crawford    | USA                 | 20,35    |
| 4     | David Alerte      | Frankreich          | 20,45    |
| 5     | Robert Hering     | Deutschland         | 20,52    |
| 6     | Rondel Sorrillo   | Trinidad und Tobago | 20,63    |
| 7     | Rolando Palacios  | Honduras            | 20,67    |
| 8     | Brendan Christian | Antigua und Barbuda | 20,79    |

### Halbfinallauf 2
19. August 2009, 19:33 Uhr
Wind: +0,3 m/s
| Platz | Name               | Nation              | Zeit (s) |
| ----- | ------------------ | ------------------- | -------- |
| 1     | Wallace Spearmon   | USA                 | 20,14    |
| 2     | Steve Mullings     | Jamaika             | 20,26    |
| 3     | Charles Clark      | USA                 | 20,27    |
| 4     | Ramil Guliyev      | Aserbaidschan       | 20,28    |
| 5     | Martial Mbandjock  | Frankreich          | 20,43    |
| 6     | Paul Hession       | Irland              | 20,48    |
| 7     | Marlon Devonish    | Großbritannien      | 20,62    |
| 8     | Emmanuel Callender | Trinidad und Tobago | 20,70    |

Im zweiten Halbfinale ausgeschiedene Sprinter:

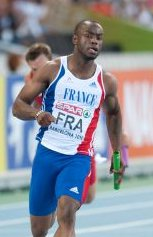
Martial Mbandjock Rang fünf in 20,43 s
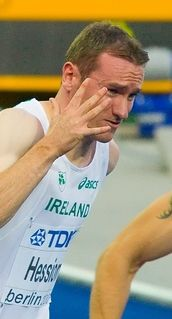
Paul Hession Rang sechs in 20,48 s
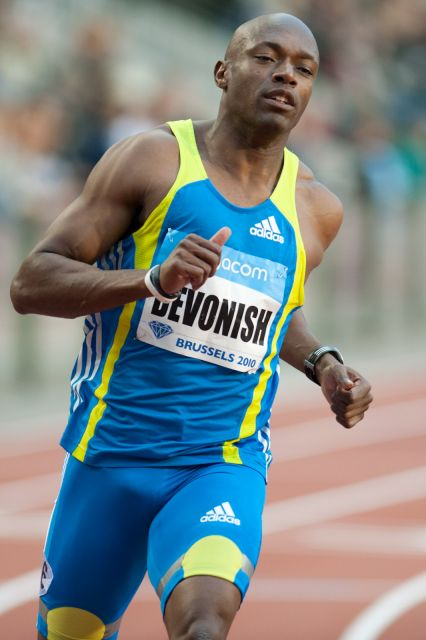
Marlon Devonish Rang sieben in 20,62 s
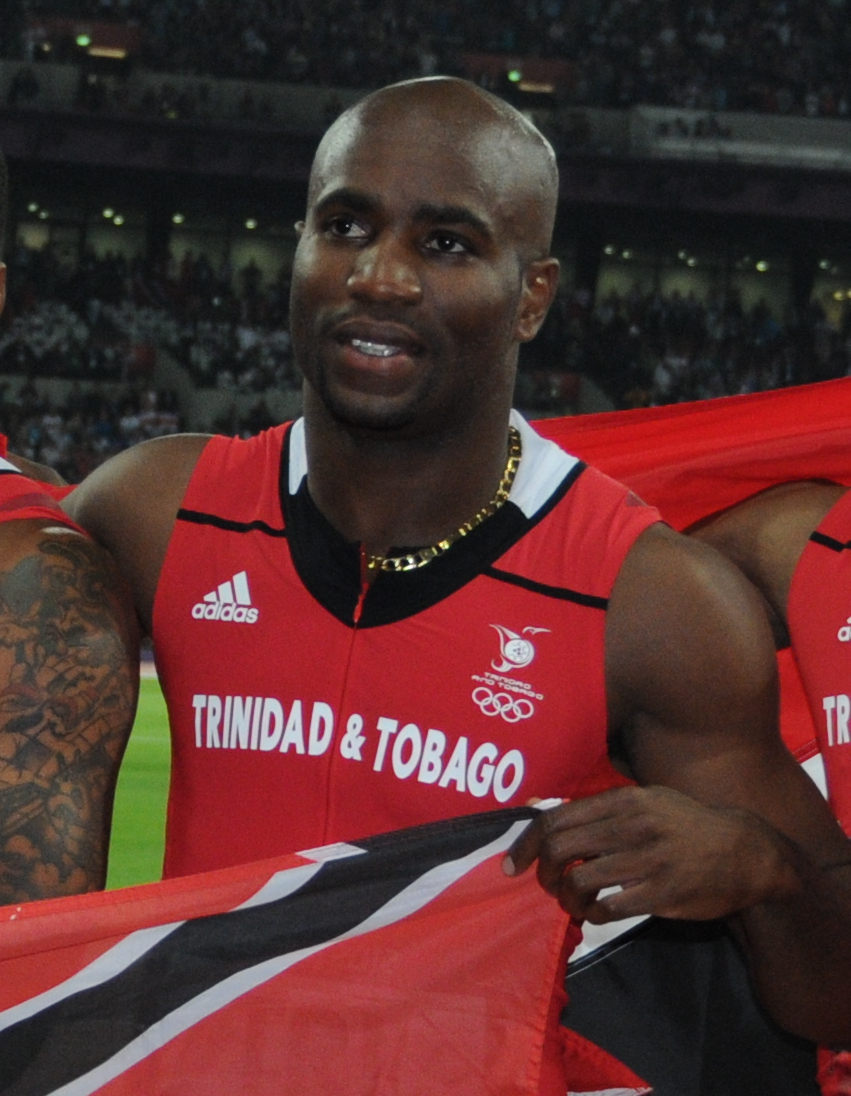
Emmanuel Callender Rang acht in 20,70 s

## Finale

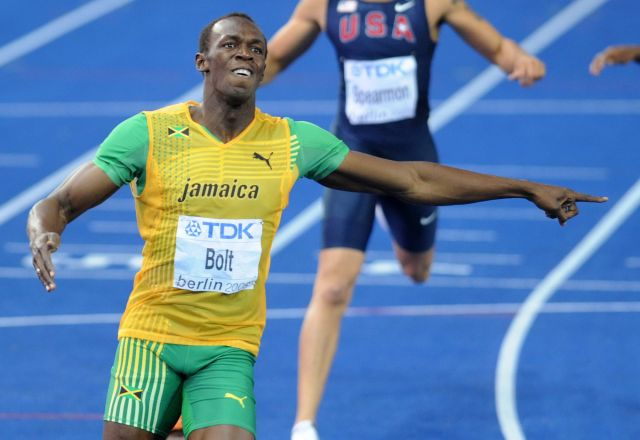
Weltmeister Usain Bolt im Ziel des 200-Meter-Finales (im Hintergrund. Wallace Spearmon)

20. August 2009, 20:35 Uhr
Wind: −0,3 m/s
| Platz | Name             | Nation        | Zeit (s) |
| ----- | ---------------- | ------------- | -------- |
| 1     | Usain Bolt       | Jamaika       | 19,19 WR |
| 2     | Alonso Edward    | Panama        | 19,81 SR |
| 3     | Wallace Spearmon | USA           | 19,85    |
| 4     | Shawn Crawford   | USA           | 19,89    |
| 5     | Steve Mullings   | Jamaika       | 19,98    |
| 6     | Charles Clark    | USA           | 20,39    |
| 7     | Ramil Guliyev    | Aserbaidschan | 20,61    |
| 8     | David Alerte     | Frankreich    | 20,68    |

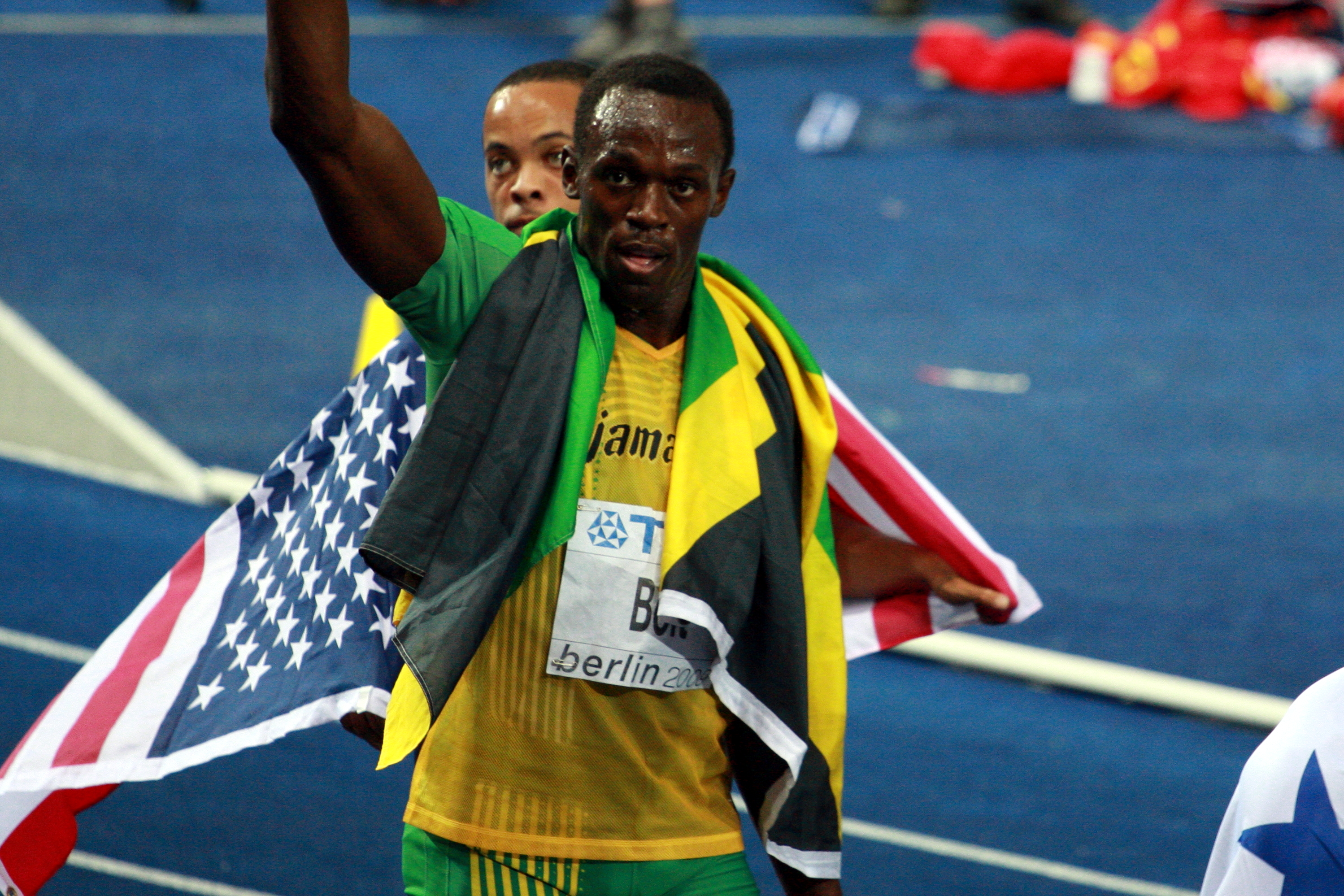
Weltmeister Usain Bolt nach seinem zweiten WM-Gold – Staffel-Gold sollte hier noch folgen
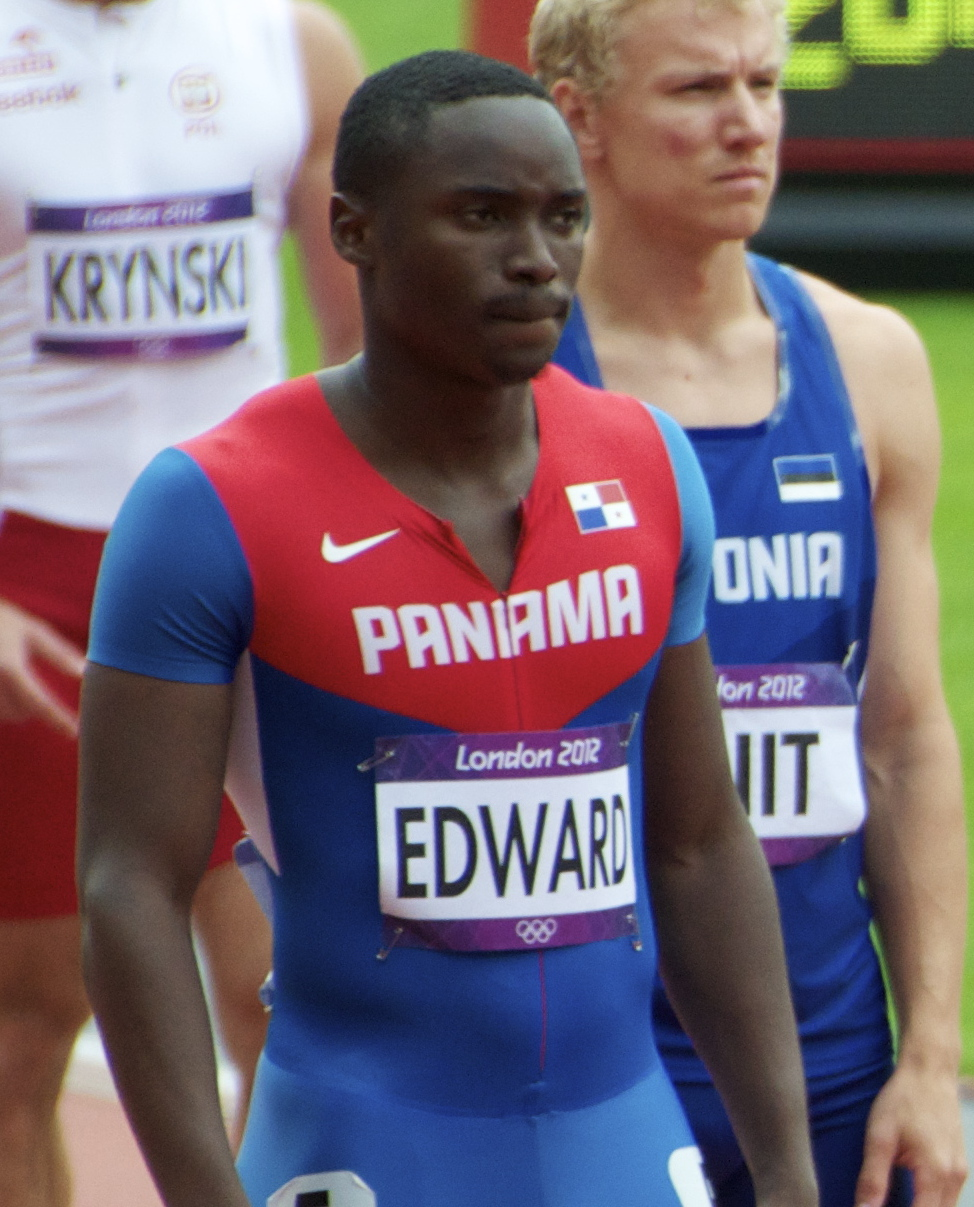
Vizeweltmeister mit Südamerikarekord: Alonso Edward
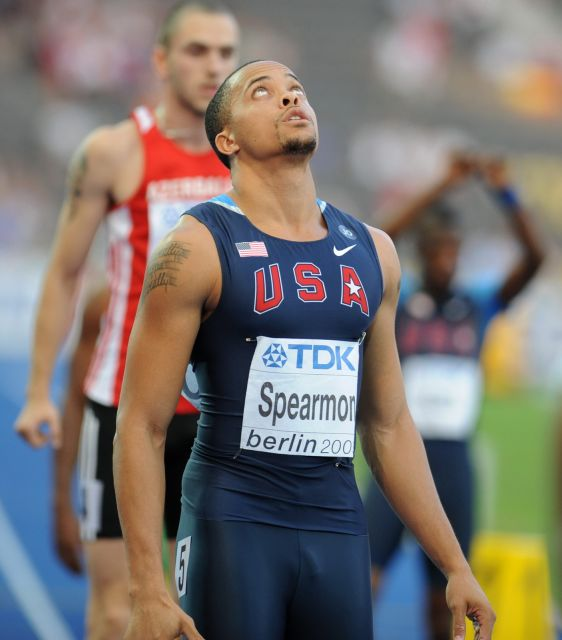
Bronze wie 2007 gab es für Wallace Spearmon, den Vizeweltmeister von 2005

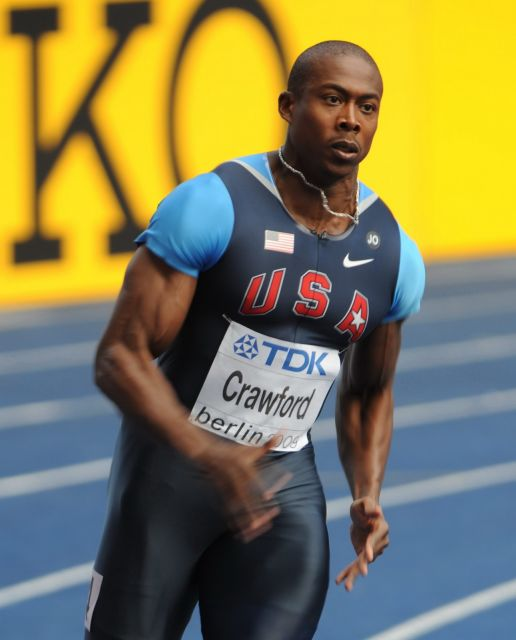
Shawn Crawford erreichte Platz vier
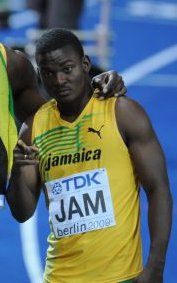
Steve Mullings kam auf den fünften Platz
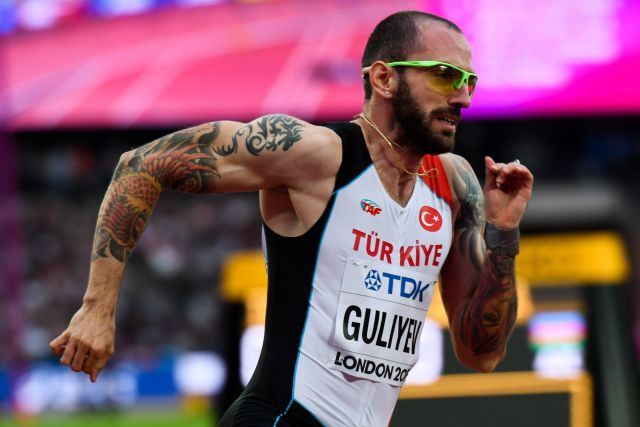
Der siebtplatzierte Ramil Guliyev startete hier noch für Aserbaidschan, später dann für die Türkei
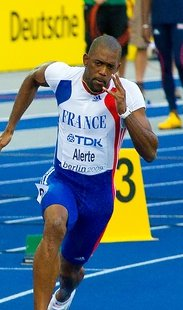
Rang acht für David Alerte

## Video
- World Record, Men's 200m Final, World Athletics Championships Berlin 2009, youtube.com, abgerufen am 17. November 2020